# Мільбех
Мільбех (люксемб. Millbech, фр. Muhlbach, нім. Mühlbach) — село в комуні Контерн, на півдні Люксембургу.  У 2005 році в селі проживало 100 осіб.